# لويس جيرهارد دي غير
لويس جيرهارد دي غير هو قانوني وأستاذ جامعي وسياسي سويدي، ولد في 18 يوليو 1818 في Risinge church parish ‏ في السويد، وتوفي في 24 سبتمبر 1896 في Kviinge church parish ‏ في السويد. نشط حزبياً في مستقل.

## مناصب
- انتخب seat 17 of the Swedish Academy ‏ (20 ديسمبر 1862 – 24 سبتمبر 1896).
- انتخب member of the Riksdag of the Estates  [لغات أخرى]‏ لترشحه ضمن قائمة house of Nobility  [لغات أخرى]‏، (1853 – 1858).
- انتخب President of Göta Court of Appeal ‏ (16 مايو 1855 – 1858).
- انتخب President of Svea Court of Appeal ‏ (3 يونيو 1870 – 30 أبريل 1880).
- انتخب وزير العدل  [لغات أخرى]‏ (11 مايو 1875 – 20 مارس 1876).
- انتخب وزير العدل  [لغات أخرى]‏ (7 أبريل 1858 – 3 يونيو 1870).
- انتخب وزير العدل [الإنجليزية]‏ (20 مارس 1876 – 6 يونيو 1879).
- انتخب رئيس وزراء السويد (20 مارس 1876 – 19 أبريل 1880).
- انتخب member of the First Chamber  [لغات أخرى]‏ عن دائرة دائرة بلدية ستوكهولم الانتخابية [الإنجليزية]‏ (1867 – 1888).